# Самниа
Самниа — місто і район (лаос. ເມືອງ муанг) провінції Хуапхан, Лаос.

## Клімат
Місто знаходиться у зоні, котра характеризується вологим субтропічним кліматом. Найтепліший місяць — червень із середньою температурою 25.3 °C (77.5 °F). Найхолодніший місяць — січень, із середньою температурою 15.7 °С (60.3 °F).
| Клімат Самниа           | Клімат Самниа | Клімат Самниа | Клімат Самниа | Клімат Самниа | Клімат Самниа | Клімат Самниа | Клімат Самниа | Клімат Самниа | Клімат Самниа | Клімат Самниа | Клімат Самниа | Клімат Самниа | Клімат Самниа |
| Показник                | Січ.          | Лют.          | Бер.          | Квіт.         | Трав.         | Черв.         | Лип.          | Серп.         | Вер.          | Жовт.         | Лист.         | Груд.         | Рік           |
| Середня температура, °C | 15,7          | 17,1          | 19,9          | 22,8          | 24,8          | 25,3          | 25,3          | 24,8          | 24,2          | 22,3          | 19,3          | 16,5          | 21,5          |
| Норма опадів, мм        | 23.5          | 32.3          | 52.5          | 120           | 211           | 303.5         | 320.7         | 387.5         | 250.5         | 126.8         | 53.1          | 21.3          | 1902.7        |
| Днів з опадами          | 7,5           | 8,1           | 10,2          | 13,4          | 17,4          | 20,1          | 22,4          | 24,1          | 18,1          | 11,7          | 7             | 4,9           | 164,9         |
| Вологість повітря, %    | 78.1          | 77.3          | 75.8          | 77.8          | 80.7          | 83.6          | 84.8          | 86            | 83.6          | 81.5          | 78.5          | 77.8          | 80.5          |
| ----------------------- | ------------- | ------------- | ------------- | ------------- | ------------- | ------------- | ------------- | ------------- | ------------- | ------------- | ------------- | ------------- | ------------- |
| Джерело: Weatherbase    |               |               |               |               |               |               |               |               |               |               |               |               |               |